# Nederlanders in het Kazachse voetbal
Nederlanders in het Kazachse voetbal geeft een overzicht van Nederlanders die een contract hebben (gehad) bij Kazachse voetbalclubs uit de hoogste drie divisies.

## Spelers
| Naam              | Club             | Van  | Tot  | Opmerkingen |
| ----------------- | ---------------- | ---- | ---- | ----------- |
| Kiran Bechan      | FC Atiraw        | 2011 | 2011 |             |
| Sylvano Comvalius | FC Atiraw        | 2011 | 2011 |             |
| Karim Fachtali    | Kaisar Qızılorda | 2012 | 2012 |             |
| Joshua John       | Kaisar Qızılorda | 2019 | 2019 |             |

## Trainers
| Naam           | Club        | Van  | Tot  | Opmerkingen |
| -------------- | ----------- | ---- | ---- | ----------- |
| Arno Pijpers   | FC Astana   | 2006 | 2006 |             |
| Anton Joore    | FC Almaty   | 2005 | 2007 |             |
| Marco Bragonje | FC Ordabasy | 2007 | 2007 |             |
| Marco Bragonje | FC Almaty   | 2008 | 2008 |             |

| Naam           | Club                  | Van  | Tot  | Opmerkingen |
| -------------- | --------------------- | ---- | ---- | ----------- |
| Marco Bragonje | FC Astana             | 2006 | 2006 | Assistent   |
| Marco Bragonje | Kazachs voetbalelftal | 2006 | 2008 | Assistent   |

Voetbalbonden ·
Albanië ·
Angola ·
Armenië ·
Australië ·
Azerbeidzjan ·
Bahrein ·
België ·
Bhutan ·
Bulgarije ·
Canada ·
China ·
Congo-Kinshasa · 
Cyprus ·
Denemarken ·
Duitsland ·
Egypte ·
Engeland ·
Estland ·
Ethiopië ·
Faeröer ·
Filipijnen ·
Finland ·
Frankrijk ·
Georgië ·
Ghana ·
Griekenland ·
Hongarije ·
Hongkong ·
Ierland ·
IJsland ·
Indonesië ·
Iran ·
Israël ·
Italië ·
Japan ·
Kazachstan ·
Koeweit ·
Litouwen ·
 Luxemburg ·
Maleisië ·
Malta ·
Marokko ·
Mexico ·
Namibië ·
Nieuw-Zeeland ·
Noorwegen ·
Oekraïne ·
Oezbekistan ·
Oostenrijk ·
Polen ·
Portugal ·
Qatar ·
Roemenië ·
Rusland ·
Rwanda ·
Saoedi-Arabië ·
Schotland ·
Singapore ·
Slovenië ·
Slowakije ·
Spanje ·
Tanzania ·
Turkije ·
Tuvalu ·
VAE ·
Venezuela ·
Verenigde Staten ·
Vietnam ·
Zimbabwe ·
Zuid-Afrika ·
Zuid-Korea ·
Zweden ·
Zwitserland